# Моторчуна
Моторчу́на — река в Якутии, впадает в реку Лену слева на 606 километре от её устья. Длина реки — 423 км, площадь водосборного бассейна — 9250 км². Высота устья — 22 м над уровнем моря.
В бассейне реки открыто россыпное месторождение алмазов.

## Притоки
Объекты перечислены по порядку от устья к истоку.
- 14 км: Сырай-Хайа-Юрэх
- 22 км: Етёх-Айанын-Юрэгэ
- 34 км: Нуучча-Юрэгэ
- 52 км: Суордаах
- 61 км: Балаганнаах-Юрэх
- 66 км: Верх. Онкучах-Юрэх
- 72 км: Чакыр-Юрэгэ
- 80 км: река без названия
- 82 км: Улахан-Умсан-Юрэгэ
- 104 км: Оттоох
- 117 км: Савка
- 141 км: Моторчунахаан-Юрэх
- 162 км: Ыраас-Юрэх
- 220 км: Ыраас-Балар
- 223 км: Тумуллаах
- 229 км: Чэйимкэ
- 242 км: Бюгэр-Юрэх
- 251 км: Хаастаах
- 259 км: Дьаргаалаах
- 280 км: Куогас-Улуйбут-Моторчуна
- 289 км: Кыыллаах(Лев. Кыыллаах)
- 304 км: Куогастаах(Лев. Куогастаах)
- 309 км: река без названия
- 311 км: Халта-Юрэгэ
- 314 км: река без названия
- 325 км: река без названия
- 330 км: Баты-Токуулаах
- 331 км: река без названия
- 339 км: Улахан-Юрэх
- 345 км: Баты
- 347 км: река без названия
- 356 км: ручьи Туммуллаах (руч. Тумуллаах)
- 362 км: Чуостаах
- 365 км: река без названия
- 369 км: Куруппааскылаах
- 374 км: Онгхой-Юрэх
- 377 км: река без названия
- 383 км: Хайтах
- 389 км: река без названия
- 391 км: Курунгнаах